# فلسفة أمريكية أصلية
الفلسفة الأمريكية الأصلية هي فلسفة السكان الأصليين للأمريكتين.
الفيلسوف الأصلي: ساكن أصلي –أو متصل بالسكان الأصليين– متفلسف، عميق العلم بتاريخ الأصليين وثقافتهم ولغتهم وتقاليدهم. شهدت الأمريكتان تقاليد فلسفية عديدة في مختلف الأماكن، من قبل وصول كولومبوس إلى الآن، ولا سيما بين مُواطني الأنديز ووسط أمريكا.

## العلوم ونظرية المعرفة
الإبستمولوجيا (نظرية المعرفة) هي: دراسة المعرفة والطرائق التي يحوز بها الإنسانُ المعلوماتِ ويعاجلها. وهي في الثقافات الأصلية مختلفة المفهوم عن ما في الفلسفة الغربية، وأكثر أصلية. الإبستمولوجيا الأمريكية الأصلية موجودة أساسًا في النظريات والفلسفات والتآريخ والمراسم والطبيعة، بوصفها وسائل متعددة إلى المعرفة. وتؤكَّد أهمية اللغة بوصفها عنصرًا من العناصر المهمة في الإبستمولوجيا الأمريكية الأصلية. يرى الأمريكيون الأصليون أن المعرفة تُكتسب من خلال الرمزية الفريدة والاتصال الوثيق بالطبيعة. البِنية الأصيلة للغة الأمريكية الأصلية ضرورية لفهم عملية اكتساب المعرفة الأصلية، في ما يتعلق بالوعي والعقلانية وغيرهما من الحالات النفسية المدروسة بتعمُّق. بين الطبيعة وتفسير المعروفات رابط قوي أيضًا في الثقافة الأمريكية الأصلية. يُظن أن العقل يتفاعل مع البيئة بطريقة نشيطة واعية جدًّا. والعملية التي يتفاعلون بها مع الطبيعة إنما تكون بحاجتهم الضرورية إلى البقاء، وباحترامهم الشديد للأرض ونظرتهم العميقة لها على أنها جزء كبير من هويتهم. من الضروري فهم كيفية جمع العلاجات وتوقُّع الطقس، لإعداد الطعام والتنقل في الأرض، للنمو والازدهار بوصفهم جزءًا من مجتمَع معتمِد على البيئة. المعرفة الأمريكية الأصلية مستمرة التأقلم مع تغير البيئة وتطوُّر أنظمتها، وهكذا يُفهم أن للإبستمولوجيا جذورًا عميقة في الطبيعة.

### الظاهراتية (علم الظواهر)
يُقال إن للعلم والفهم الأمريكيَّين الأصليَّين أساسًا في الظاهراتية الحسية (الدراسة الفلسفية للظواهر). في هذا السياق يشير مصطلح الظاهراتية إلى دراسة التجارب الشخصية للتوصل إلى نظرة كونية شخصية. فالشيء يُعد حقيقيًّا إذا صدَّقت عليه التجارب، وقدَّم تفاسير تساعد على إكمال المهام. هذه النظرة الكونية ديناميكية، تغيرها التجارب وتطوِّرها. وليس عندهم إيمان بنظرة كونية عالمية تفسِّر كل جوانب الواقع لفترة زمنية طويلة.
العالَم عندهم لا حد لتعقيده، فمحال فهمه فهمًا عالميًّا موحَّدًا، ولهذا يرون أن العلم النافع إنما يُكتسب بالتجربة الفردية، وأنه على رغم ذاتيته صالحٌ لزمانه ومكانه. وطريقة التفاعل مع البيئة ليست ثابتة محدَّدة، وإنما تنتقل بين الأجيال التي لا تَنفكّ تُراجعها وتطوِّرها. وهذا يخلق شبكة معرفية من خلال تجارب المجتمع الفردية.

### مبدأ التعلُّق
ذكر برايان يازي بُرخَرت (من قبيلة شيروكي) قصة القيوط وتجربته معها، والقصة هكذا:
قيوط يجول في طريقه المعتاد، فمر بمدينة لكلاب البراري. سخرت منه الكلاب وشتمته. فغضب ورغب الانتقام. وكانت الشمس ساطعة، فقرر القيوط أنه يريد أن تغيم السماء. بدأ يكره كلاب البراري، فكان يفكر في المطر. فظهرت الغيوم.
فقال: «ليتها تمطر عليّ»، وقد كان.
فقال: «ليت المطر لدى قدمَيّ»، فكان.
فقال: «ليته إلى ركبتيّ»، فكان.
فقال: «ليته إلى خصري»، فكان.
في الآخر غمر المطر الأرض كلها. خطأُ القيوط أنه لم يتخذ الصواب مرشِدًا في عمله، وإنما بنى عمله كله على دوافعه وشعوره. هذا تذكير بوجوب الحذر من الرغبات، وتذكُّر الأشياء التي من حولنا وكيفية تعلُّقنا بها. وبُرخرت يشير إلى هذا بـ«مبدأ التعلق.»